# Bernard Malivoire
 Bernard Robert Malivoire (ur. 20 kwietnia 1938 w Paryżu, zm. 18 grudnia 1982 w Boulogne-Billancourt) – francuski wioślarz, złoty medalista olimpijski.
Wystąpił na igrzyskach olimpijskich w Helsinkach w 1952 roku, gdzie Francuzi w składzie: Raymond Salles, Gaston Mercier i Bernard Malivoire (sternik) zdobyli złoty medal w dwójkach ze sternikiem. W finale o 3,5 sekundy pokonali osadę Wspólnej Reprezentacji Niemiec, a o 6,3 sekund wyprzedzili osadę Danii. Miał wówczas 14 lat i 85 i był najmłodszym medalistą imprezy. Był to jego jedyny start olimpijski.
Zginął w wieku 44 lat w wypadku samochodowym. 